# Philipp van Almonde

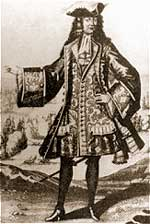
Philips van Almonde

Philipp van Almonde (* 29. Dezember 1644 in Brielle; † 6. Januar 1711 in Leiden) war ein niederländischer „Luitenant-Admiraal“, der in den langen Seekriegen gegen Britannien und Frankreich des 17. und 18. Jahrhunderts diente.

## Wirken
Den Dienst zur See erlernte er unter seinem Onkel, dem Fregattenkapitän Kleidyk. Im zweiten englisch-niederländischen Krieg (1665–1667), als Kommandeur des Linienschiffs Dordrecht, zeichnete er sich in der Seeschlacht vom 11.–14. Juni 1666 aus, wo Admiral de Ruyter die britische Flotte unter General Monck besiegte.
Im Jahr 1672 befreite Almonde den vom Feind eingeschlossenen Admiral Ruyter (Solebay), befehligte im folgenden Jahr als Konteradmiral (6. Oktober 1673) die Flotte vor Goeree, und lieferte am 4. Juni 1676 den Schweden in der Ostsee eine Seeschlacht. Er führte nach dem Tod De Ruyters im Mittelmeer 1676 die Flotte nach Holland zurück. Er wurde im Jahre 1684 Vizeadmiral.
Den größten Ruhm aber erwarb Almonde sich im Pfälzischen Erbfolgekrieg, als Führer und Admiralleutnant (seit 28. März) eines Geschwaders in der Schlacht bei La Hougue am 29. Mai 1692, wo er Admiral Edward Russells Sieg über die Franzosen unter Admiral Tourville eigentlich entschied.
Almonde nahm als Kommandeur einer holländischen Schwadron bestehend aus 14 Linienschiffen, 3 Fregatten und 2 Feuerschiffen an der Bombardierung Kopenhagens im Juli 1700 und der folgenden Deckung der schwedischen Landungsoperation bei Humlebaek teil.
Auf Almondes Rat griff der britische Admiral George Rooke im Spanischen Erbfolgekrieg trotz der vorgerückten Jahreszeit die reich beladenen spanischen Galeonen, die aus Westindien kamen und von französischen Linienschiffen gedeckt waren, an und zerstörte die feindliche Flotte in der Seeschlacht bei Vigo am 23. Oktober 1702. Von den Engländern wurden vier Linienschiffe und sechs Galeonen, von den Niederländern sechs Kriegsschiffe und fünf reich beladene Galeonen eingenommen. Im Jahr 1705 nahm er an der Belagerung von Barcelona teil.
Später zog sich Almonde auf sein Landgut Haaswyk bei Leiden zurück, wo er am 6. Januar 1711 starb. Sein Denkmal steht in der Katharinenkirche zu Briel.